# Маттео Моранді
Маттео Моранді  (італ. Matteo Morandi; 8 жовтня 1981) — італійський гімнаст, олімпійський медаліст.

## Виступи на Олімпіадах
| Олімпіада   | Дисципліна       | Місце              |
| ----------- | ---------------- | ------------------ |
| Афіни 2004  | абсолютний залік | 41                 |
| Афіни 2004  | командний залік  | 12 (кваліфікація)  |
| Афіни 2004  | вільні вправи    | 64 (кваліфікація)  |
| Афіни 2004  | опорний стрибок  | 41T (кваліфікація) |
| Афіни 2004  | паралельні бруси | 75T (кваліфікація) |
| Афіни 2004  | перекладина      | 70 (кваліфікація)  |
| Афіни 2004  | кільця           | 5                  |
| Афіни 2004  | кінь             | 69 (кваліфікація)  |
| Пекін 2008  | абсолютний залік | 31 (кваліфікація)  |
| Пекін 2008  | командний залік  | 12 (кваліфікація)  |
| Пекін 2008  | вільні вправи    | 64 (кваліфікація)  |
| Пекін 2008  | паралельні бруси | 70 (кваліфікація)  |
| Пекін 2008  | перекладина      | 61 (кваліфікація)  |
| Пекін 2008  | кільця           | 6                  |
| Пекін 2008  | кінь             | 57 (кваліфікація)  |
| Лондон 2012 | абсолютний залік | 41 r1/2            |
| Лондон 2012 | командний залік  | 11                 |
| Лондон 2012 | вільні вправи    | 46 r1/2            |
| Лондон 2012 | паралельні бруси | 43 r1/2            |
| Лондон 2012 | перекладина      | 70 r1/2            |
| Лондон 2012 | кільця           | 3                  |
| Лондон 2012 | кінь             | 69 r1/2            |